# Zoubir Motrani
Zoubir Motrani (en arabe : زوبير مطراني), né le 24 juillet 1995 à Oran, est un footballeur algérien qui évolue au poste d'attaquant au MC Oran.

## Biographie
Zoubir Motrani est formé chez les jeunes du MC Oran. Sa carrière chez les seniors débute loin de sa ville natale en 2015, avec la JSM Tiaret, où il reste deux saisons. En 2017, il signe avec l'Olympique de Médéa où il reste également deux saisons.
Le 1er juillet 2019, Motrani revient dans sa ville natale et signe dans son club formateur, le MC Oran.